# Antoni Zygmund
Antoni Zygmund (* 26. Dezember 1900 in Warschau, Russisches Kaiserreich; † 30. Mai 1992 in Chicago) war ein polnisch-US-amerikanischer Mathematiker.

## Leben und Werk
Zygmund studierte an der Universität Warschau, wo er unter anderem bei Waclaw Sierpinski, Stefan Mazurkiewicz, Samuel Dickstein und Aleksander Rajchman studierte, und speziell die Vorlesungen und das Seminar über Fourierreihen von Rajchman gaben die künftige Forschungsrichtung von Zygmund vor. 1923 reichte er bei Mazurkiewicz seine Doktorarbeit über Bernhard Riemanns Theorie der Fourierreihen ein (sie wurde von Rajchman betreut). Von 1922 bis 1929 unterrichtete er an der Polytechnischen Schule in Warschau, wo auch sein Studienfreund Stanislaw Saks lehrte. 1926 habilitierte er sich und unterrichtete danach außerdem an der Universität Warschau. 1929/1930 verbrachte er ein Jahr in England als Rockefeller-Stipendiat bei Godfrey Harold Hardy in Oxford und John Edensor Littlewood in Cambridge, wobei er auch mit Raymond Paley zusammenarbeitete. 1930 ging er als Professor an die Polnische Stefan-Batory-Universität im polnischen Wilna. Hier kam es zur Zusammenarbeit mit seinem Studenten Józef Marcinkiewicz. 1939 wurde er als Offizier in die polnische Armee einberufen.
1940 flüchtete Zygmund zusammen mit Frau und Sohn aus dem von der deutschen Wehrmacht kontrollierten Polen in die USA. Nach kurzer Zeit am Massachusetts Institute of Technology fand er 1940 eine Anstellung am Mount Holyoke College, wo er bis 1945 blieb, unterbrochen von der Zeit 1942/1943 an der University of Michigan. 1947 wurde er Professor an der University of Pennsylvania, ging aber im gleichen Jahr auf Einladung von Marshall Stone an die University of Chicago, an der er bis zu seiner Pensionierung 1980 blieb. Seine Schwerpunkte waren die Theorie der Fourierreihen und Differentialgleichungen. Mit seinem Studenten Alberto Calderón, den er zuerst als Gastprofessor 1947/8 in Buenos Aires traf und mit dem er ab 1950 eng zusammenarbeitete, begründete er die Calderon-Zygmund-Theorie singulärer Integraloperatoren. Bekannt ist er für seine umfangreiche Monographie Trigonometric Series, die zuerst 1935 erschien.
1960 wurde Zygmund in die National Academy of Sciences, 1969 in die American Academy of Arts and Sciences gewählt. 1967 wurde er Ehrenmitglied der London Mathematical Society. 1979 erhielt er den Leroy P. Steele Prize der American Mathematical Society.
Er war seit 1925 mit der Mathematiklehrerin Irena Parnowska verheiratet.

## Schriften
- Trigonometric Series. Cambridge University Press, 1978, ISBN 0-521-89053-5.
- Intégrales Singulières (= Lecture Notes in Mathematics. Band 204). Springer, 1971.
- mit Richard Wheeden Measure and Integral – an introduction to real analysis. Dekker, 1977.